# Remastering
Unter Remastering versteht man in der Audio- und auch in der Videonachbearbeitung in der Regel ein nochmaliges Durchführen des Masterings. Meistens wird dieser Begriff im Zusammenhang mit älteren Audio- und Videoaufnahmen verwendet, die für eine Wiederveröffentlichung auf Audio-CD oder DVD bzw. Blu-ray Disc neu gemastert wurden („digitally remastered“).

## Audio-Remastering
Der Remaster-Prozess kann sich dabei von einem normalen Masteringvorgang bis hin zu einer kompletten Restaurierung des vorhandenen Materials erstrecken. Durch Remastering können bei älteren monauralen oder stereofonen Klangquellen unerwünschte Störgeräusche und Rauschen entfernt oder zumindest minimiert werden. Darunter leidet allerdings meist die Qualität des Nutzsignals. Denoising kann hörbare Artefakte erzeugen.
Weiterhin kann beim Remastering aus noch vorhandenen Mehrspuraufnahmen eine völlig neue Abmischung vorgenommen werden; damit entsteht ein so genannter Remix. Somit können selbst aus älteren Quellen heute Versionen mit zeitgemäßer geringerer Dynamik und sogar Dolby-Digital-Mehrspurversionen hergestellt werden. Dieses Verfahren wird z. B. bei vielen älteren Filmen angewendet, die neu auf DVD erscheinen. Auch wenn keine Mehrspuraufnahmen mehr vorhanden sind und nur ein Mono- oder Stereo-Master vorliegt, ist eine mehrspurige Raumklang-Bearbeitung vielfach möglich (Upmix). Eine Variante ist z. B. das Ambient Surround Imaging (AMSI).
Grundsätzlich können beim Remastering die gleichen Bearbeitungsmöglichkeiten wie beim Mastering angewendet werden.

## Video-Remastering
Auch bei Video und Filmmaterial wird der Begriff des „Remastern“ verwendet. Hier versteht man unter diesem Begriff das Abtasten von Film- und Videomaterial für die DVD- bzw. Blu-ray-Herstellung. Nach der Abtastung kann das digitalisierte Videomaterial nachbearbeitet werden, indem man Kratzer oder Beschädigungen der Filmkopie digital entfernt oder eine Farbkorrektur durchführt.
Sofern ein Film restauriert wird und dafür ein neues Negativ erstellt wird, spricht man in Abgrenzung zum Remastern von Filmrestaurierung. Ein sehr markantes Beispiel ist der Film Metropolis von Fritz Lang, der in diversen Neufassungen neu remastert wurde.

## Verwendung in der Werbung
Problematisch ist zuweilen die Verwendung des Begriffs „digitally remastered“ in der Werbung. Da bereits das technische Bereitstellen einer älteren Klangquelle für die Veröffentlichung auf einem digitalen Speichermedium ein Re-Master im weiteren Sinne darstellt, sichert der Begriff keineswegs immer auch die Optimierung des Materials für heutige Hi-Fi-Anforderungen zu. Gerade im unteren Preissegment finden sich so viele Neuveröffentlichungen von älteren, meistens urheberrechtsfreien Audio- und Videomaterialien, die zwar remastered wurden, aber trotzdem Mängel aufweisen.
Für die wenigsten „remasterten“ Alben muss das Audiomaterial umfangreich restauriert werden. Klangliche Verbesserungen, die der Aufdruck „Digitally Remastered“ suggeriert, sind bei Neuauflagen durchaus möglich, gehen aber nur selten auf die Verbesserungen in der digitalen Technik zurück. Analog/Digital-Wandler sind in den letzten Jahrzehnten zwar deutlich besser geworden, digitale Equalizer und Kompressoren müssen sich aber immer noch an ihren analogen Gegenstücken messen lassen. Gerade im Mastering kommen deshalb oft noch analoge Geräte zum Einsatz, werden aber durch digitale Geräte wie phasenlineare Equalizer sinnvoll ergänzt. 
Besseres Ausgangsmaterial kann die Klangqualität von Neuauflagen verbessern. Für viele ältere CD-Ausgaben von Alben, die im Analog-Zeitalter entstanden sind, wurden vorgemasterte Bänder, die für den Schallplattenschnitt gedacht waren, wiederverwendet. Das waren oft Bänder dritter oder vierter Generation mit entsprechend hohem Grundrauschen. Der Bass-Bereich war oft stark beschnitten und zu Mono summiert. Für das optimale Ergebnis muss das Masterband erster Generation gefunden werden, wenn dieses noch in gutem Zustand ist. Einige Labels, die sich auf audiophiles Remastering spezialisiert haben, werben damit, dass sie nur mit Originalbändern erster Generation arbeiten.
Wichtigster Faktor für den subjektiven Höreindruck ist in jedem Fall die Bearbeitung durch den Mastering Engineer. Seine künstlerischen und technischen Entscheidungen prägen den Klang so entscheidend mit, dass man alle Verbesserungen in der Technik getrost ignorieren kann. Deshalb können ältere Auflagen dem Remaster ästhetisch überlegen sein. Der Trend, den Dynamikumfang stark einzuschränken oder die Höhen anzuheben, um verbesserte Separation und Klarheit zu suggerieren, spielt sicherlich eine wichtige Rolle bei diesem Phänomen.